# أنس محاميد
أنس محاميد ؛ ولد في تاريخ 26 أبريل، 1998 هو لاعب كرة قدم عربي من فلسطينيو الداخل، يلعب كلاعب مهاجم في نادي فينترتور .   

## مسيرته

### بداية مسيرته المهنية
ولد أنس محاميد في عام 1998, وقد لعب كرة القدم في العديد من فرق كرة القدم الشبابية، بما في ذلك مكابي أم الفحم ومكابي باركاي وبيتار طبرق . في نهاية المطاف، انضم إلى فريق هابوعيل تل أبيب الشبابي.

### هابوعيل تل أبيب
في عام 2015 ، تم استدعاء محاميد لفريق هبوعيل تل أبيب الأول. في تاريخ 30 أغسطس 2015 ، لعب محاميد لأول مرة بشكل محترف في الدوري الإسرائيلي الممتاز ضد نادي هبوعيل إيروني كريات شمونة في ملعب بلومفيلد ، عندما تم استبدال اللاعب ليفيو انتال بمحاميد في الدقيقة 72 من قبل المدرب إيلي كوهين .  لعب محاميد 17 مباراة (يشمل ذلك مباراة في كأس إسرائيل وكأس توتو ) إعتبارا من بداية أغسطس 2015.

### هبوعيل إيروني كريات شمونة
في تاريخ 1 فبراير عام 2017، وقع أنس عقد مع نادي هبوعيل إيروني كريات شمونة لمدة 4.5 سنوات. 

## إحصائياته
| أداء النادي | أداء النادي     | أداء النادي               | الدوري  | الدوري  | فنجان            | فنجان            | كأس الدوري | كأس الدوري | كونتيننتال | كونتيننتال | مجموع   | مجموع   |
| موسم        | النادي          | الدوري                    | تطبيقات | الأهداف | تطبيقات          | الأهداف          | تطبيقات    | الأهداف    | تطبيقات    | الأهداف    | تطبيقات | الأهداف |
| إسرائيل     | إسرائيل         | إسرائيل                   | الدوري  | الدوري  | كأس دولة إسرائيل | كأس دولة إسرائيل | كأس توتو   | كأس توتو   | أوروبا     | أوروبا     | مجموع   | مجموع   |
| ----------- | --------------- | ------------------------- | ------- | ------- | ---------------- | ---------------- | ---------- | ---------- | ---------- | ---------- | ------- | ------- |
| 2015–16     | هبوعيل تل أبيب  | الدوري الإسرائيلي الممتاز | 12      | 0       | 1                | 0                | 0          | 0          | -          | -          | 6       | 0       |
| 2016–17     | هبوعيل تل أبيب  | الدوري الإسرائيلي الممتاز | 1       | 0       | 0                | 0                | 3          | 0          | -          | -          | 4       | 0       |
| مجموع       | إسرائيل         | إسرائيل                   | 13      | 0       | 1                | 0                | 3          | 0          | 0          | 0          | 17      | 0       |
| مجموع       | المجموع الوظيفي | المجموع الوظيفي           | 13      | 0       | 1                | 0                | 3          | 0          | 0          | 0          | 17      | 0       |